# Ingvar Lindqvist
Fritz Ingvar Lindqvist (* 2. August 1921 in Kråksmåla; † 25. Mai 1991) war ein schwedischer Chemiker.
Lindqvist studierte Chemie an der Universität Uppsala, an der er 1950 mit einer Dissertation über Isopolymolybdate promoviert wurde. Danach war er Dozent in Uppsala und befasste sich mit Festkörperchemie, Komplexchemie und mit Addukten, das heißt Verbindungen aus Donoren und Akzeptoren von Elektronen. 1962 wurde er Professor an der Schwedischen Universität für Agrarwissenschaften in Ultuna südlich Uppsala.
1967 wurde er Mitglied der Königlich Schwedischen Akademie der Wissenschaften und 1987 bis 1991 deren Präsident. Er stand deren Abteilung Chemie vor und war in dieser Rolle im Nobelkomitee für die Chemiepreise. Außerdem war er Sekretär des schwedischen naturwissenschaftlichen Forschungsrats und seit 1987 Mitglied der schwedischen Akademie für Ingenieurwissenschaften.
1954 erhielt er die Norblad-Ekstrand-Medaille und 1983 die Oscar Carlson-Medaille der Schwedischen Chemischen Gesellschaft. Nach seinem Tod wurde der Ingvar-Lindqvist-Preis an der Königlich Schwedischen Akademie der Wissenschaften für Lehrer in den Naturwissenschaften gestiftet.